# 天园街道
天园街道，是中华人民共和国广东省广州市天河区下辖的一个乡镇级行政单位。

## 行政区划
天园街道下辖以下地区：
腰岗社区、穗东社区、华港社区、东晖社区、东成社区、环宇社区、骏景北社区、文昌社区、翠湖社区和科韵社区。

## 交通

### 地铁
█广州地铁5号线：科韵路站（C出入口一侧）

█广州地铁11号线：天河公园站、华景路站

█广州地铁21号线：天河公园站